# Томас Ман
Томас Ман (англ. Thomas Mun, 17 червня 1571, м. Лондон — 21 липня 1641, м. Лондон) — англійський економіст, меркантиліст. Посилаючись на засади меркантилізму, створив концепцію «засобів для збагачення королівства», яка зосереджувалась на важливості переваги експорту над імпортом. Томас Ман також широко вважається витонченим мислителем, бо його роботи стали  надзвичайно важливою частиною історії економічної теорії.

## Біографія
Ман походив зі старої сім'ї ремісників і торговців. Його дід був карбувальником у монетному дворі Лондона, а батько торгував шовком і оксамитом. Рано втративши батька, Томас Ман виховувався в родині вітчима, багатого купця й одного із засновників Ост-Індської торгової компанії. Вона виникла в 1600 році як відгалуження старішої Левантської компанії, яка торгувала з країнами Середземного моря. Пройшовши навчання в крамниці й конторі вітчима, він почав з вісімнадцятирічного віку службу в Левантській компанії. Пізніше він декілька років провів в Італії, їздив до Туреччини і країн Леванту.
Ман швидко розбагатів і набув солідну репутацію. Достовірно відомо, що 1612 р. Ман живе в Лондоні, оскільки у цьому році він одружується з дочкою багатого дворянина і поселяється у парафії святої Олени в районі Бішопсгейт. У 1615 році його вперше було обрано до ради директорів Ост-Індської компанії. Він незабаром стає найвитонченішим та найактивнішим захисником її інтересів в парламенті і в пресі. Цікаво, що він відхиляє пропозицію обійняти посаду заступника керівника компанії, відмовляється від поїздки в Індію інспектором факторій компанії. Подорож до Індії в ті часи тривала не менше трьох-чотирьох місяців в один кінець: існувала чимала кількість небезпек, наприклад, бурі, хвороби, пірати…
Зрілість Мана триває в епоху двох перших королів з династії Стюартів. У 1622 р. Він стає одним з найбільш активних та впливових членів державної комісії з торгівлі (Commission of Trade). Саме нею в суперечках та дискусіях опрацьовувались основні принципи економічної політики англійського меркантилізму, що впроваджувалися у життя майже до кінця XVII ст.: заборона на вивезення сировини (особливо овечої вовни), заохочення вивезення готових виробів, державне субсидування експорту, високі ввізні мита на імпортні промислові товари й т. д. Ці заходи послаблювали конкуренцію і сприяли зростанню вітчизняних мануфактур. Крім того, захоплення нових колоній забезпечувало промисловцям доступ до дешевої сировини, а купцям — прибуток від транзитних та посередницьких торгівельних операцій. Уже на схилі років Томас Ман придбав чималі земельні володіння у графстві Кент, де і провів останні роки свого життя. 
У 1640 році, за рік до смерті Мана, почалася Англійська громадянська війна, яка набула форми конфлікту між парламентом і королем. Ман не дожив до розвороту революційних подій, тому вченим невідомі його політичні погляди; однак є дані про те, що він був противником абсолютизму і виступав за обмеження влади короля, зокрема у сфері оподаткування.
За все своє життя Ман накопичив чималий спадок. Він вкладав кошти у купівлю земельних маєтків, а також був відомий як лихвар.

## Ост-Індія
Спільно з британською короною, Східноіндійська була торговою компанією, створеною для колонізації нових земель і торгівлі зі Східною Індією. У 1615 р. Ман був обраний директором компанії, тому докладав багатьох зусиль, аби вона працювала на повну потужність. Щоб досягти цього, багатство потрібно було максимізувати, а експорт збільшувати. У 1620 році, під час початку депресії, роль Мана в економіці була значно розширена. Він був змушений не тільки керувати Східноіндійською компанією та її діяльністю, але і допомагати уряду у виправленні помилок в економічній політиці.
Торгівельна криза врешті-решт призвела до депресії, яка виникла через дві окремі події. По-перше, за допомогою Східноіндійської компанії Англія імпортувала з Індії набагато вищий відсоток, ніж експортувала. Це негативне сальдо торгівлі або торгівельний дефіцит означав чіткий збиток для економіки, відповідно до принципів меркантилізму. По-друге, імпортуючи індійські товари, Англія розраховувалася дорогоцінними металами. Будучи єдиним реальним чинником достатку в 1600-х роках, через те, що паперові гроші ще не використовувалися у Північній Європі, експорт дорогоцінних металів був нечуваним. Для Східноіндійської компанії обмеження експорту злитків скоротилося. Внаслідок цього, репутація Східноіндійської компанії погіршилася: громадяни Англії вважали, що такі дії негативно впливають на економіку держави. Тому Ман став представником компанії. Його завданням було очистити її ім'я, шляхом переконання своїх клієнтів і широкої громадськості у тому, що вжиті заходи були в кінцевому підсумку на краще. Він виклав свої погляди у його першій опублікованій книзі «Дискурс торгівлі між Англією та Східною Індією».

## Економічна політика
Згідно з Маном, зовнішня торгівля була найкращим способом збільшити багатство держави. Зокрема, необхідно було, щоб експорт перевищував імпорт. Усі інші коригувальні економічні політики були другорядними. Як він говорив у Скарбниці Англії за зовнішньою торгівлею, ми повинні "щорічно продавати іноземцям на більшу суму, ніж ми у них споживаємо ". Щоб досягти цього позитивного сальдо торгівлі, Ман визначив такий перелік необхідних для Англії дій:
- заборонити імпорт товарів, які можуть бути вироблені всередині країни;
- знизити імпорт на товари розкоші, щоб англійці спробували власні;
- знизити експортні мита на товари власного виробництва для зовнішніх ринків;
- зменшити залежність власного виробництва від імпортних товарів;
- підвищити ціни на експортні товари, пропозиція яких відсутня на зовнішньому ринку;
- протидіяти гальмівним процесам, що заважають збільшенню виробництва;
- перевезення здійснювати виключно на англійських суднах.